# Эйткен, Дэвид
Дэ́вид Э́йткен (англ. David Aitken; род. 1 октября 1964) — шотландский кёрлингист и тренер по кёрлингу.
В составе юниорской мужской сборной Шотландии чемпион мира среди юниоров 1986. Чемпион Шотландии среди юниоров (1986). Бронзовый призёр чемпионата Шотландии среди смешанных пар.
Как тренер смешанной парной сборной Шотландии и юниорской женской сборной Шотландии участник чемпионатов мира.

## Достижения
- Чемпионат Шотландии по кёрлингу среди смешанных пар: бронза (2016).
- Чемпионат мира по кёрлингу среди юниоров: золото (1986).
- Чемпионат Шотландии по кёрлингу среди юниоров: золото (1986).

- Приз за спортивное мастерство (WJCC Sportsmanship Award) чемпионата мира среди юниоров: 1986.

## Команды
| Сезон                                                           | Четвёртый     | Третий         | Второй     | Первый       | Запасной | Турниры             |
| --------------------------------------------------------------- | ------------- | -------------- | ---------- | ------------ | -------- | ------------------- |
| 1985—86                                                         | Дэвид Эйткен  | Робин Холлидей | Питер Смит | Гарри Рейлли |          | ЧШЮ 1986 · ЧМЮ 1986 |
| Кёрлинг среди смешанных пар (mixed doubles curling, дабл-микст) |               |                |            |              |          |                     |
| 2014—15                                                         | Карина Эйткен | Дэвид Эйткен   |            |              |          | ЧШСП 2014 (5 место) |
| 2015—16                                                         | Карина Эйткен | Дэвид Эйткен   |            |              |          | ЧШСП 2015 (6 место) |
| 2016—17                                                         | Карина Эйткен | Дэвид Эйткен   |            |              |          | ЧШСП 2016           |

(скипы выделены полужирным шрифтом)

## Результаты как тренера национальных сборных
| Год  | Турнир                                              | Сборная                            | Место |
| ---- | --------------------------------------------------- | ---------------------------------- | ----- |
| 2010 | Чемпионат мира по кёрлингу среди юниоров 2010       | Шотландия (юниоры жен.)            | 10    |
| 2013 | Чемпионат мира по кёрлингу среди смешанных пар 2013 | Шотландия (смешанная пара)         | 7     |
| 2014 | Чемпионат мира по кёрлингу среди юниоров 2014       | Шотландия (юниоры жен.)            | 8     |
| 2014 | Чемпионат мира по кёрлингу среди смешанных пар 2014 | Шотландия (смешанная пара)         | 9     |
| 2015 | Чемпионат мира по кёрлингу среди юниоров 2014       | Шотландия (юниоры жен.)            | 2     |
| 2016 | Чемпионат мира по кёрлингу среди смешанных пар 2016 | Шотландия (смешанная пара)         | 4     |
| 2017 | Чемпионат мира по кёрлингу среди смешанных пар 2017 | Шотландия (смешанная пара)         | 11    |
| 2018 | Чемпионат мира по кёрлингу среди ветеранов 2018     | Шотландия (ветераны жен.)          | 5     |
| 2018 | Чемпионат мира по кёрлингу среди смешанных пар 2018 | Шотландия (смешанная пара)         | 9     |
| 2019 | Чемпионат мира по кёрлингу среди ветеранов 2019     | Шотландия (ветераны жен.)          | 4     |
| 2024 | Зимние юношеские Олимпийские игры 2024              | Великобритания (смешанная команда) | 1     |

## Частная жизнь
Глава большой семьи кёрлингистов. Все три его дочери — кёрлингистки: старшая, Джина, наиболее известна и успешна, неоднократная чемпионка и призёр чемпионатов Шотландии, выступала на чемпионатах мира среди смешанных пар; вторая, Карина (англ. Karina Aitken), была запасной команды Шотландии на чемпионате мира среди юниоров 2015; третья сестра, Тэйша (англ. Tasha Aitken), была чемпионкой Шотландии среди юниоров 2010. Жена Дэвида, Морна (англ. Morna Aitken), выигрывала престижный турнир Henderson Bishop. Примечательно, что в полуфинале чемпионата Шотландии среди смешанных пар 2016 Джина Эйткен и Брюс Моуэт, которые в итоге стали чемпионами, играли против пары Эйткен/Эйткен, состоящей из Дэвида и её сестры Карины (а когда Карина в один из дней чемпионата почувствовала себя плохо, то её заменила мама Морна).
Окончил Стерлингский университет, занимается разработкой программного обеспечения.